# 나이스텐 리가 (축구)
나이스텐 리가(핀란드어: Naisten Liiga, 스웨덴어: Damligan 담리간[*]→여자 리그)는 핀란드의 가장 높은 여자 축구 리그이다. 현재 10개 클럽이 참가하고 있다. 핀란드 축구 협회가 주관하며, 하위 리그로는 나이스텐 위쾨넨(Naisten Ykkönen)이 있다.
1971년부터 2006년까지 진행된 핀란드의 여자 축구 리그인 나이스텐 SM 사리아(Naisten SM-sarja, 핀란드 여자 축구 선수권 시리즈)가 전신이며, 2007년에 첫 시즌이 열렸다.

## 진행 방식
나이스텐 리가의 정규 시즌은 홈 앤 어웨이 방식의 리그전으로 진행되며 한 팀당 18경기를 치른다. 정규 시즌에서 1위부터 6위까지를 차지한 6개 팀은 챔피언십 라운드로 진출하고 7위부터 10위까지를 차지한 4개 팀은 강등 라운드로 진출한다.
강등 라운드는 홈 앤 어웨이 방식의 리그전으로 진행되며 한 팀당 6경기를 치른다. 강등 라운드에서 10위를 기록한 팀은 나이스텐 위쾨넨으로 강등되고, 나이스텐 위쾨넨에서 1위를 기록한 팀은 나이스텐 리가로 승격된다. 챔피언십 라운드는 단일 리그전으로 진행되며 한 팀당 5경기를 치른다. 챔피언십 라운드에서 1위를 기록한 팀은 UEFA 여자 챔피언스리그 예선 라운드에 진출한다.

## 2019 시즌 참가 팀
- HJK 헬싱키 (Helsingin Jalkapalloklubi, HJK) - 헬싱키
- FC 홍카 (FC Honka) - 에스포
- FC 일베스 (FC Ilves) - 탐페레
- 이위배스퀼랜 팔로케르호 (Jyväskylän Pallokerho, JyPK) - 이위배스퀼래
- 쿠오피온 팔로세우라 (Kuopion Palloseura, KuPS) - 쿠오피오
- IK 뮈란 (IK Myran) - 크로노뷔
- 오울루 나이스 사커 (Oulu Nice Soccer, ONS) - 오울루
- 티쿠릴란 팔로세우라 (Tikkurilan Palloseura, TiPS) - 반타
- 투룬 팔로세우라 (Turun Palloseura, TPS) - 투르쿠
- 올란드 유나이티드 (Åland United) - 올란드 제도 렘란드

## 같이 보기
- 핀란드 축구 협회